# Liste der Monuments historiques in Prémontré
Die Liste der Monuments historiques in Prémontré führt die Monuments historiques in der französischen Gemeinde Prémontré auf.

## Liste der Bauwerke
| Bezeichnung               | Beschreibung              | Standort | Kennzeichnung | Schutzstatus | Datum | Bild           |
| ------------------------- | ------------------------- | -------- | ------------- | ------------ | ----- | -------------- |
| Ehemalige Abtei Prémontré | Erbaut im 18. Jahrhundert | (Lage)   | PA00115875    | Classé       | 1862  | weitere Bilder |

## Liste der Objekte
| Bezeichnung               | Beschreibung           | Standort                         | Kennzeichnung | Schutzstatus | Datum | Bild |
| ------------------------- | ---------------------- | -------------------------------- | ------------- | ------------ | ----- | ---- |
| Skulptur Madonna mit Kind | Stein, 20. Jahrhundert | in der Krankenhauskapelle (Lage) | PM02002218    | Inscrit      | 1973  |      |